# Ла-Хабра
Ла-Хабра (англ.  La Habra) — город в округе  Ориндж в штате Калифорния США.

## География
Ла-Хабра находится в южной Калифорнии. Город расположен к северу от Фуллертона и к юго-востоку от Лос-Анджелеса. 

## История
Название города происходит от испанского abra («проход»), ссылаясь на проход в близлежащих холмах Пуэнте. В 1839 году был предоставлен земельный участок, известный как Ранчо Ла-Хабра, после чего здесь быстро развивалось скотоводство. 
Город был основан в 1896 году и стал коммерческим центром для обширной сельскохозяйственной области (цитрусовые, авокадо). После строительства Тихоокеанской электрической железной дороги в 1908 году был построен упаковочный завод. Неподалеку были открыты нефтяные месторождения Койот-Хиллз в 1912 году.
В 1973 году город был награждён премией All-America City Award (с англ. — «Всеамериканский город») присуждаемой Национальной гражданской лигой, которую неофициально называют «Нобелевской премией за конструктивное гражданство» и которая выдается за активную гражданскую позицию жителей некорпоративных сообществ Соединённых Штатов в жизни местного самоуправления.

## Население
| 1930 | 2010    | 2020    |
| ---- | ------- | ------- |
| 2273 | ↗60 239 | ↗63 097 |